# Mór
Mór (německy Moor) je město v severozápadním Maďarsku v župě Fejér, je správním sídlem okresu Mór. Nachází se na pomyslné spojnici mezi městy Székesfehérvár a Győr, poblíž pohoří Vértes a Bakoňského lesa. Protéká jím potok Káposzta-ér. Od Budapešti je vzdálen cca 90 km. V roce 2015 zde žilo 14 123 obyvatel.

## Historie

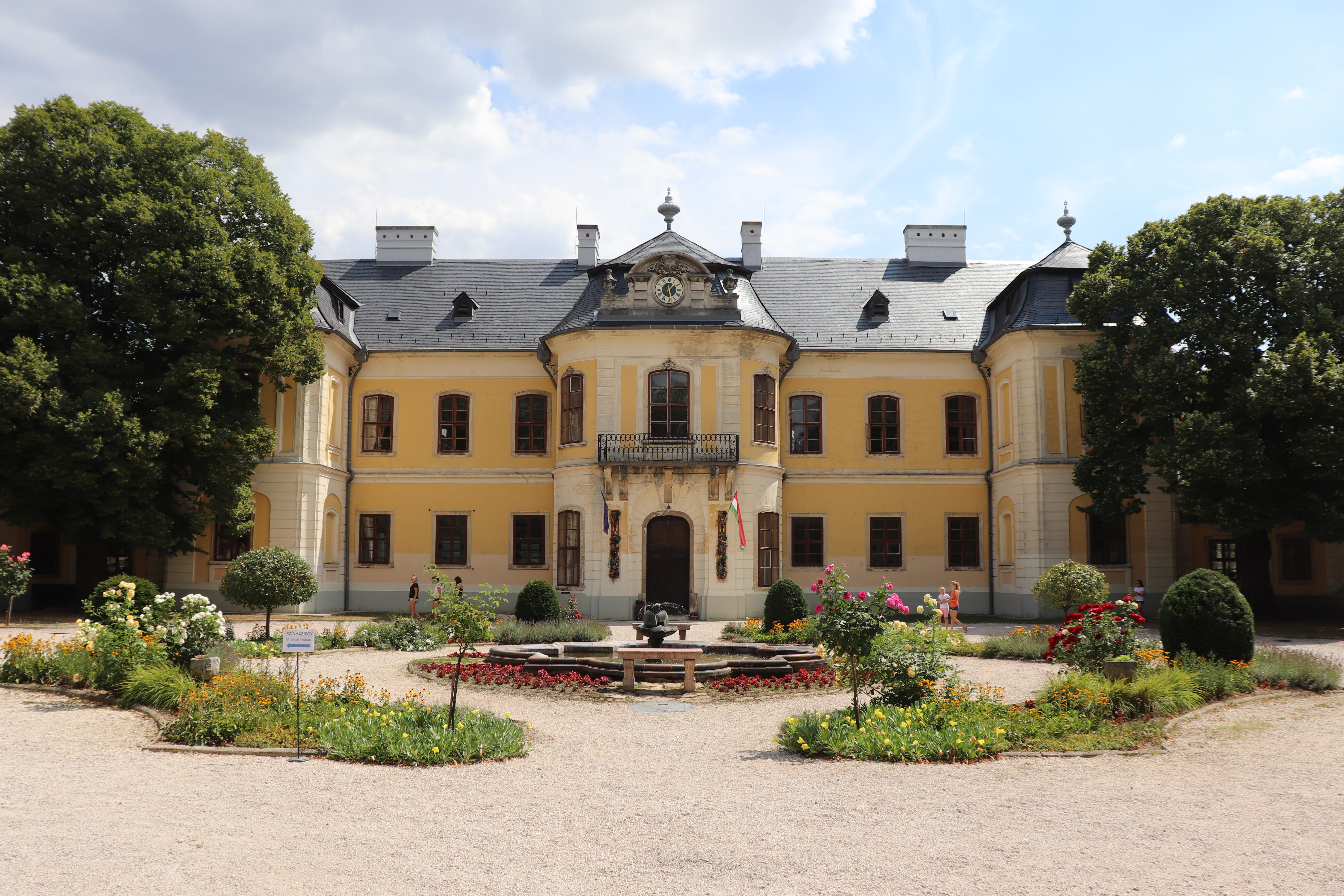
Lambergův zámek v Móru.

Obec byla známá v Uhersku jako sídlo šlechtické rodiny Lambergů. Začala se rozvíjet okolo dvou potoků a dnešního Svatoštěpánského náměstí.
Po stažení Turků zpět za řeky Sáva a Dunaj v závěru 18. století byla pravděpodobně opuštěná a dosídleno německými kolonisty. Práva města pořádat trhy (maďarsky Mezőváros) získal Mór v roce 1758 z rozhodnutí císařovny Marie Terezie. Lambergův zámek zde byl postaven v roce 1762. V roce 1848 se během událostí revolučního roku odehrála na okraji města bitva, které se účastnil chorvatský bán Josip Jelačić. Ten zde porazil uherské vojsko a následně odsud postupoval na severovýchod na Pešť. V té době se předpokládá, že zde žila velká většina obyvatelstva ještě mluvícího německy, malá část (zhruba čtvrtina) mluvila maďarsky a bylo zde i pár slovensky mluvících. Obyvatelstvo se postupně pomaďarštilo.
V závěru 19. století se zde stabilizovalo místní vinařství. Vinice zaujaly víceméně současnou plochu, na výrobě se podíleli malí i velcí producenti. V 80. letech byla otevřena základní a v 90. letech 19. století potom i střední škola.
V meziválečném období místní hospodářství stagnovalo a ve 30. letech 20. století jej ovlivnila negativně světová hospodářská krize.
Do druhé světové války zde žila židovská komunita, která čítala 140 lidí. Na mapách třetího vojenského mapování z přelomu 19. a 20. století je Mór uveden pod názvem Moór. Již zde stála i železniční stanice, která však byla ještě oddělena od samotné obce volnou plochou. 
Město bylo osvobozeno Rudou armádou dne 18. března 1945. Po druhé světové válce vznikla na jižním okraji města i u jeho středu panelová sídliště. Panelová zástavba s nízkými domy se rozšířila jižně od centrálního náměstí, ale i po jiných částech města. Panelové domy byly vybudovány z důvodu růstu obyvatel především díky vzniku průmyslu ale také díky těžbě černého uhlí a bauxitu v okolí.
Nacházela se zde také vojenská kasárna, kde byly dislokovány jednotky sovětské armády.
Postavena byla také průmyslová zóna poblíž místního nádraží a ulice Velegi utca a vybudován silniční obchvat.
V roce 1984 získal Mór městská práva a stal se stým městem v Maďarsku, které je historicky obdrželo.
Dne 9. května 2002 došlo v místní pobočce Erste Bank v ulici Dózsa György k brutálnímu bankovnímu přepadení, při kterém zemřelo osm lidí.
V roce 2023 bylo v Móru budováno nové administrativní centrum s budovou radnice.

## Obyvatelstvo
Počet obyvatel města Mór mírně klesá. V roce 2004 zde žilo 14 776 obyvatel a roku 2014 to bylo zhruba o dvě stě méně. Obyvatelstvo stárne, nicméně ve srovnání se župou Fejér nebo s celomaďarským průměrem je i tak relativně mladší. Obyvatelstvo je maďarské národnosti, národnost romská je zde zastoupena jedním procentem.

## Pamětihodnosti
V Móru se nachází Kaštel Lancos a dále Lambergův zámek. Oba dva jsou umístěny v samotném středu města a přiléhají k centrálnímu Svatoštěpánskému náměstí (maďarsky Szent-István tér). U zámku se nachází také park (maďarsky Pávás park).
Hlavní kostel je zasvěcen svaté Trojici (maďarsky Szentháromság templom) a nachází se na Kapucínském náměstí (maďarsky Kapucinus tér). Dále zde stojí také kostel svatého Kříže a kostel reformované církve.
V Móru se nachází rovněž i muzeum vína (maďarsky bormúzeum).
V létě se zde pořádá muzejní noc a dále letní hudební večery.

## Doprava
Prochází tudy železniční trať Székesfehérvár – Komárom (západně od města). Dříve k ní přiléhala také železniční vlečka, která vedla jihovýchodně od města do pohoří Vértes. Město má jediné již zmíněné hlavní nádraží a autobusovou stanici.
Dále zde vede silniční tah celostátního významu č. 81, který vede po obchvatu okolo samotného města.

## Sport
V jihovýchodní části města, poblíž již zmíněného autobusového nádraží, stojí také rozsáhlý areál s různými sportovišti. Jedná se o krytou halu s plaveckým bazénem[zdroj?], fotbalový a atletický stadion a tenisové kurty.

## Zdravotnictví
Na jihovýchodním okraji Móru stojí městská nemocnice.

## Partnerská města
- Freudenberg, Severní Porýní-Vestfálsko, Spolková republika Německo
- Miercurea Nirajului, Rumunsko
- Valdobbiadene, Itálie